# Guillaume de Nogaret
Pour les articles homonymes, voir Nogaret (homonymie).

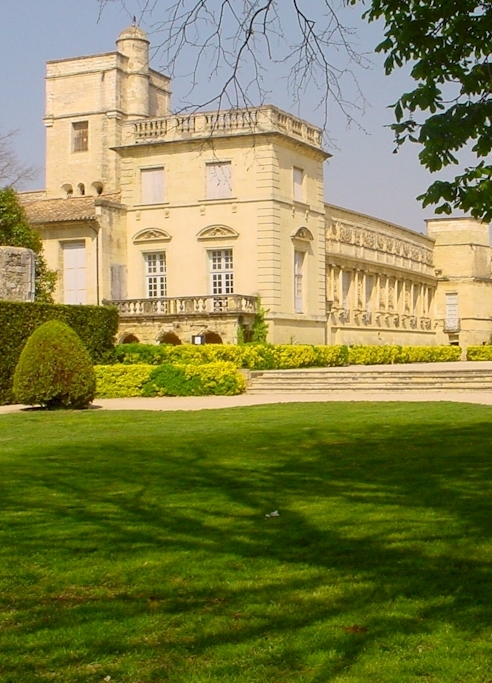
Le château Guillaume de Nogaret à Marsillargues.

Guillaume (ou Guilhem) de Nogaret (né vers 1260 à Saint-Félix de Caraman et mort en avril 1313 à Paris),, est un juriste français, originaire du Languedoc, qui devint conseiller du roi de France Philippe IV le Bel, son garde du Sceau. Nogaret fut à partir de 1306 le véritable maître d'œuvre de la politique royale avec Enguerrand de Marigny.
L'attentat d'Anagni contre le pape Boniface VIII, le procès des Templiers et bien d'autres affaires ont fait de Nogaret une figure noire de l'historiographie. S'il fut assurément « un politique retors et sans scrupule », « rusé, calculateur, effronté, manipulateur, assez cynique pour recourir abondamment au mensonge et à l'injustice », il ne peut toutefois être considéré comme machiavélien ou machiavélique avant la lettre, car dans les textes qu'il a laissés, « jamais l'objectif pur et simple de défense et d'augmentation du pouvoir royal ne se laisse entrevoir un tant soit peu dissocié » de la mission religieuse, « providentielle, salvifique », que Nogaret revendiquait pour Philippe le Bel. En revanche, Nogaret peut être vu comme « le pionnier de la théocratie royale », parce qu'il en fut « le théologien, le prophète et l'imprécateur en même temps que l'agent zélé, associant toujours la hardiesse de l'action politique et la ferveur mystique des motivations (ou justifications) religieuses ».

## Biographie

### Les jeunes années: Nogaret homme de loi en Languedoc (1282-1295)
La famille Nogaret tenait une petite propriété ancestrale à Nogaret, près de Saint-Félix-de-Caraman (aujourd'hui Saint-Félix-Lauragais), d'où elle tirait son nom. Le grand-père de Guillaume de Nogaret aurait été Raymond de Nogaret, un toulousain cathare condamné pour hérésie.
On sait peu de choses sur la jeunesse de Guillaume de Nogaret, si ce n'est qu'il étudia le droit à l'université de Montpellier, et qu'il y devint professeur de droit romain en 1287. Dans ces années, la carrière de Guillaume est alors celle de nombreux hommes de loi du Midi : elle se partage entre l'enseignement du droit, à Montpellier, et des activités de conseil juridique en faveur de divers « clients », tels l'évêque de Maguelone, le roi de Majorque et le roi de France. Il s'entremet ainsi lors de l'achat par le roi de la part qu'avait dans la seigneurie de Montpellier l'évêque de Maguelone.
En 1293, Nogaret entre au service du roi de France Philippe IV le Bel et devient juge-mage de la sénéchaussée de Beaucaire-Nîmes pendant deux ans, fonction à responsabilité, qui est plus que celle d'un juge au sens strict, dans l'une des sénéchaussées les plus importantes du royaume.

### Nogaret «conseiller du roi»: la montée vers le pouvoir (1295-1303)
Engagé au service du roi à Paris à la fin de 1295, Nogaret agit jusque vers 1301-1302 en tant qu'enquêteur en Champagne et dans les provinces orientales du royaume. Il s'agrège dans le même temps à certaines institutions, le Parlement, où il siège à partir de 1298, et le Conseil du roi où sa présence est attestée dès 1300. Nogaret fait, durant ces années, ses preuves : il effectue principalement des tâches de caractère administratif, dans lesquelles il agit en exécutant et n'a pas l'initiative.
Ses responsabilités s'accroissent à partir du tournant du siècle. En effet, il est désormais personnellement chargé de la conduite, d'un bout à l'autre, d'affaires d'importance (projet de paréage avec le roi de Majorque sur la ville de Montpellier, négociations relatives à l'acquisition par le roi de la justice de Figeac, rédaction d'une charte de franchises pour cette ville..).
C'est de cette époque également que date sa participation aux affaires religieuses, en coulisses tout d'abord lors des troubles religieux du Languedoc et du procès de l'évêque de Pamiers, Bernard Saisset, accusé d'hérésie afin de contrer la décision du pape Boniface VIII d'ériger ce nouveau diocèse. Le conflit éclate au grand jour quand, en mars 1303, il fait connaître par un célèbre discours les « crimes » de Boniface VIII. Le nom de Guillaume de Nogaret sera principalement lié à la querelle de Philippe le Bel avec ce pape. En 1300, il fut envoyé en ambassade auprès du pape, dont il a laissé un compte-rendu pittoresque et hautement coloré.

### Boniface VIII et l'attentat d'Anagni (1303)

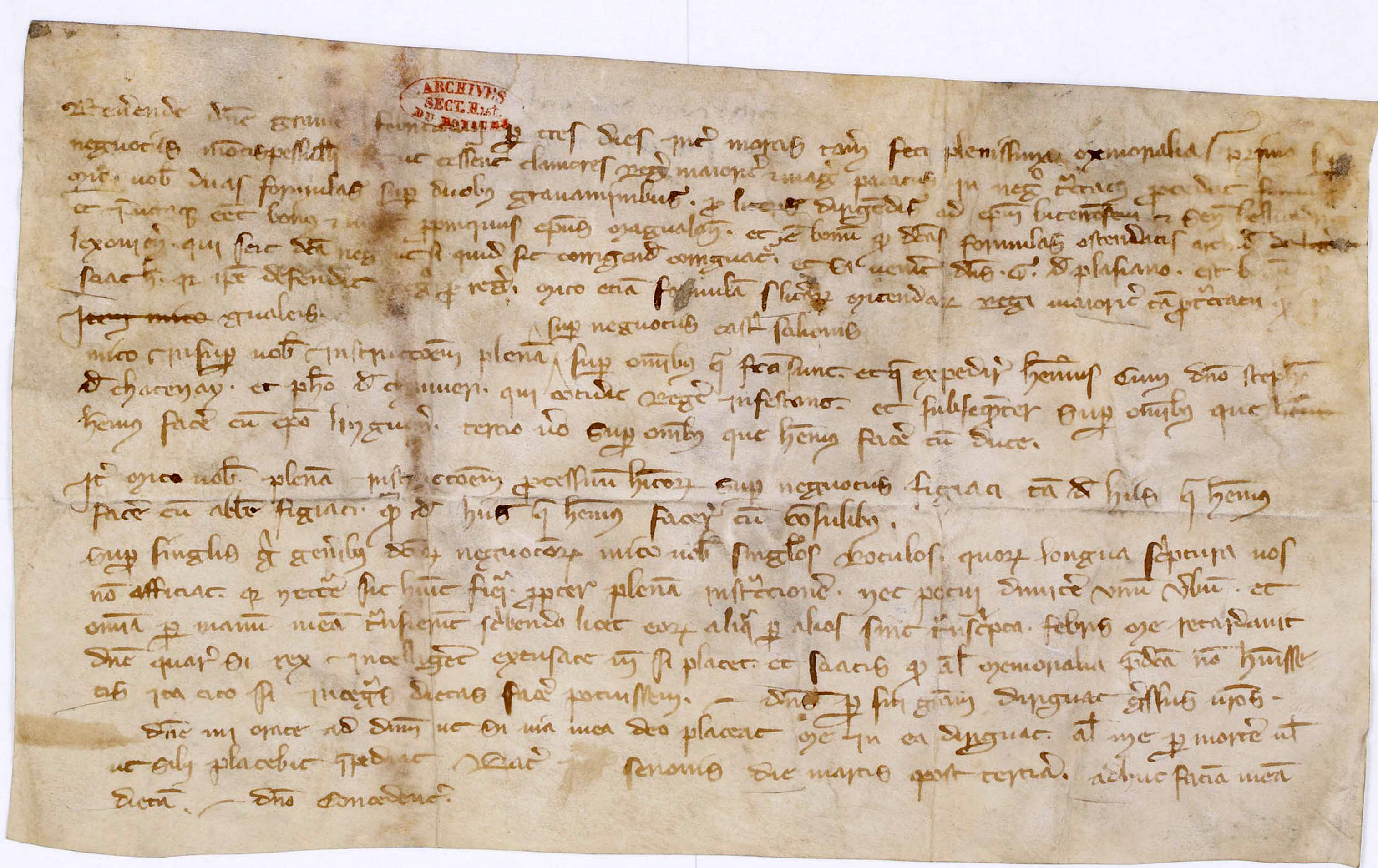
Lettre de Guillaume de Nogaret à Étienne de Suisy, où il l'informe de son prochain départ pour l'Italie, mars 1303. Archives nationales.

Le 12 mars 1303, lors d'une assemblée solennelle tenue au Louvre en présence de Philippe le Bel, Guillaume de Nogaret prononça un discours au cours duquel il lança des accusations d'hérésie contre Boniface VIII qui avait menacé le roi de déposition, et réclama la convocation d'un concile général pour examiner son cas. Le roi réserva sa réponse.
Aussitôt après, Nogaret partit pour l'Italie et entra en contact avec des membres de la famille Colonna, ennemie de celle de Boniface VIII. En juin suivant, à Paris, le légiste Guillaume de Plaisians (qui fit désormais figure de second de Nogaret) accusa de nouveau Boniface VIII d'hérésie devant le roi, lequel, cette fois-ci, accepta de lancer des poursuites.
Boniface VIII s'apprêtait, en réponse, à promulguer une sentence d'excommunication contre le roi lorsque Nogaret et Sciarra Colonna, le 7 septembre, arrivèrent à Anagni, dans le Latium, où le pape résidait. Avec leur petite armée, Nogaret et Colonna entrèrent par surprise dans la ville. Le palais pontifical fut pris d'assaut et le pape fait prisonnier. On ne sait pas comment il fut traité pendant les quelques heures où il fut détenu (la « gifle » infligée à Boniface VIII par Sciarra Colonna avec son gantelet de métal serait une légende inventée par un chroniqueur tardif). L'objectif de Nogaret était probablement de le ramener en France pour le faire comparaître devant un concile général, convoqué à l'initiative du roi de France, et qui aurait fait déposer le pape.
Mais tout ne se passa pas comme prévu. Le 9 septembre 1303, un soulèvement de la population obligea Nogaret et ses alliés à prendre la fuite et à libérer Boniface VIII. La mort de celui-ci à Rome un mois plus tard, le 11 octobre, sauva toutefois la mission de Nogaret. L'élection de Benoît XI, qui n'osa pas désigner directement Philippe le Bel comme responsable de l'attentat d'Anagni ni poursuivre avec lui le bras de fer engagé par Boniface, marque le début d'une période de domination de la papauté par la royauté capétienne. Benoît XI, cependant, cita Nogaret à comparaître devant la Curie, le 7 juin 1304, en le qualifiant, dans la bulle Flagitiosum Scelus, de l'un des « fils de perdition, premiers nés de Satan et enfants du mal ». Excommunié aux côtés de Sciarra Colonna, il est ainsi exclu de l'absolution générale accordée par Benoît XI le 12 mai 1304.
À son retour, lorsqu'il rendit compte au roi de sa mission, Guillaume de Nogaret fut chaleureusement remercié par l'attribution de terres en Bas Languedoc à Marsillargues, Calvisson, Congénies dont une cloche du XVIIIe, la « cloche Nogaret » perpétue le nom de sa famille, et Aujargues notamment. Il  reçut également une grosse somme d'argent.
L'influence française trouva son aboutissement avec l'élection, deux ans plus tard, pour succéder à Benoît XI, de l'archevêque de Bordeaux Bertrand de Got, désormais Clément V, qui demeura dans le royaume de France ou à proximité, en Dauphiné et en Comtat Venaissin, pendant tout son pontificat (1305-1314). Huit ans après l'attentat d'Anagni, soit le 27 avril 1311, Guillaume de Nogaret obtint ainsi de Clément V l'absolution pour tous les protagonistes du conflit avec Boniface VIII et la levée de son excommunication (bulle  Rex gloriae). Il devait en échange, à titre de repentance, s'engager à partir pour la prochaine croisade, et se rendre dans un certain nombre de lieux de pèlerinage en France et en Espagne, mais il ne le fit jamais.

### Nogaret maître d'œuvre de la politique royale (1306-1313)
Le 21 juillet 1306, une ordonnance royale, préparée par ses soins, tenue secrète jusqu'au bout, déclenche l'arrestation, l'incarcération, puis la spoliation totale et l'expulsion des Juifs de France. Il veille en personne à la confiscation des biens juifs et recouvre contre leur débiteurs, à leur place et à son profit personnel, les créances qu'ils détenaient sur des tiers.
En septembre 1307, quelques jours après l'émission par la chancellerie royale de l'ordre d'arrestation des Templiers (qu'il a probablement rédigé en personne), Nogaret obtient le poste de garde du Sceau, où il succède à Pierre de Belleperche. Il prépare en secret l'arrestation des Templiers, la destruction du Temple et la confiscation des biens.
Il orchestre l'annexion de Lyon en assiégeant l'archevêque Pierre de Savoie, qui détient alors la juridiction temporelle sur la ville. Le coup de force de 1310 est légalisé par le traité de Vienne signé deux ans plus tard.

## Héritage
C'est son fils cadet Guillaume III qui hérite de la seigneurie de Manduel.